# Сек, Демба
Демба Сек (фр. Demba Seck; род. 10 февраля 2001, Зигиншор) — сенегальский футболист, опорный нападающий клуба «Торино» и сборной Сенегала.

## Клубная карьера
Сек — воспитанник итальянского клуба СПАЛ. В 2019 году для получения игровой практики Демба на правах аренды выступал за «Сассо Маркони». 18 января 2021 года в матче против «Реджины» он дебютировал в итальянской Серии B. 21 сентября в поединке против «Виченцы» Демба забил свой первый гол за СПАЛ. В начале 2022 года Сек перешёл в «Торино». Сумма трансфера составила 3,5 млн. евро. 27 февраля в матче против «Кальяри» он дебютировал в итальянской Серии A.